# Apagón de la televisión en definición estándar
La transición a la televisión de alta definición (HD), también conocida como el apagón de la televisión en definición estándar (SD), es un proceso en curso en algunos territorios en los que las antiguas señales definición estándar son sustituidas por la televisión en alta definición. Este proceso es llevado a cabo en diferentes momentos y de diferentes formas por cada país, territorio o emisora, con los objetivos de reducir los costes de retransmisión, conseguir una mejor compatibilidad con las infraestructuras modernas y mejorar la calidad de la imagen para los espectadores.
En la mayor parte del mundo, este proceso todavía no ha empezado o se encuentra en etapas muy primitivas, sobre todo los países que todavía están realizando el apagón analógico, y solo pocos territorios lo han completado. Los territorios y servicios que tienen televisión en alta definición, pero que no han completado el apagón de los canales en SD, emiten simultáneamente tanto en señal HD como en SD. Este trámite se está llevando a cabo en muchos países y territorios, principalmente en Europa. Algunos ya lo han completado y otros no, como parte de la transición al estándar DVB-T2, en el caso de la televisión por antena de este formato.
En los territorios y servicios donde las señales SD han terminado, los televisores que no admiten las señales HD necesitan un decodificador HD con compatibilidad SD. En algunas ocasiones, el apagón ha provocado una gran demanda de decodificadores y televisores nuevos, provocando colas y desabastecimientos.

## Territorios en proceso de transición

### AlemaniaAlemania
Las versiones en SD de los canales alemanes One, tagesschau24, Arte y Phoenix fueron cerrados en noviembre de 2022. ARD les seguirá el 7 de enero de 2025, fecha en la que Das Erste y los canales territoriales perderán sus versiones en SD.

### AndorraAndorra
La mayoría de los canales en Andorra apagaron sus señales en SD el 2 de febrero de 2022, con la excepción de algunas cadenas internacionales que solo emiten en definición estándar, tales como RTP Internacional y TVI Internacional.

### AustriaAustria
El 4 de diciembre de 2023, las versiones SD de los canales ORF Sport + y ATV cesaron sus emisiones.

### ChinaChina
El 21 de junio de 2022, la administración estatal de radio, cine y televisión del país señaló que las cadenas de televisión de todo el país habrán completado la conversión de la definición estándar a la alta definición a finales de 2025. La red de radiodifusión de Cantón fue la primera que cerró completamente las señales SD en China, acción que se aprobó el 30 de agosto de 2023.

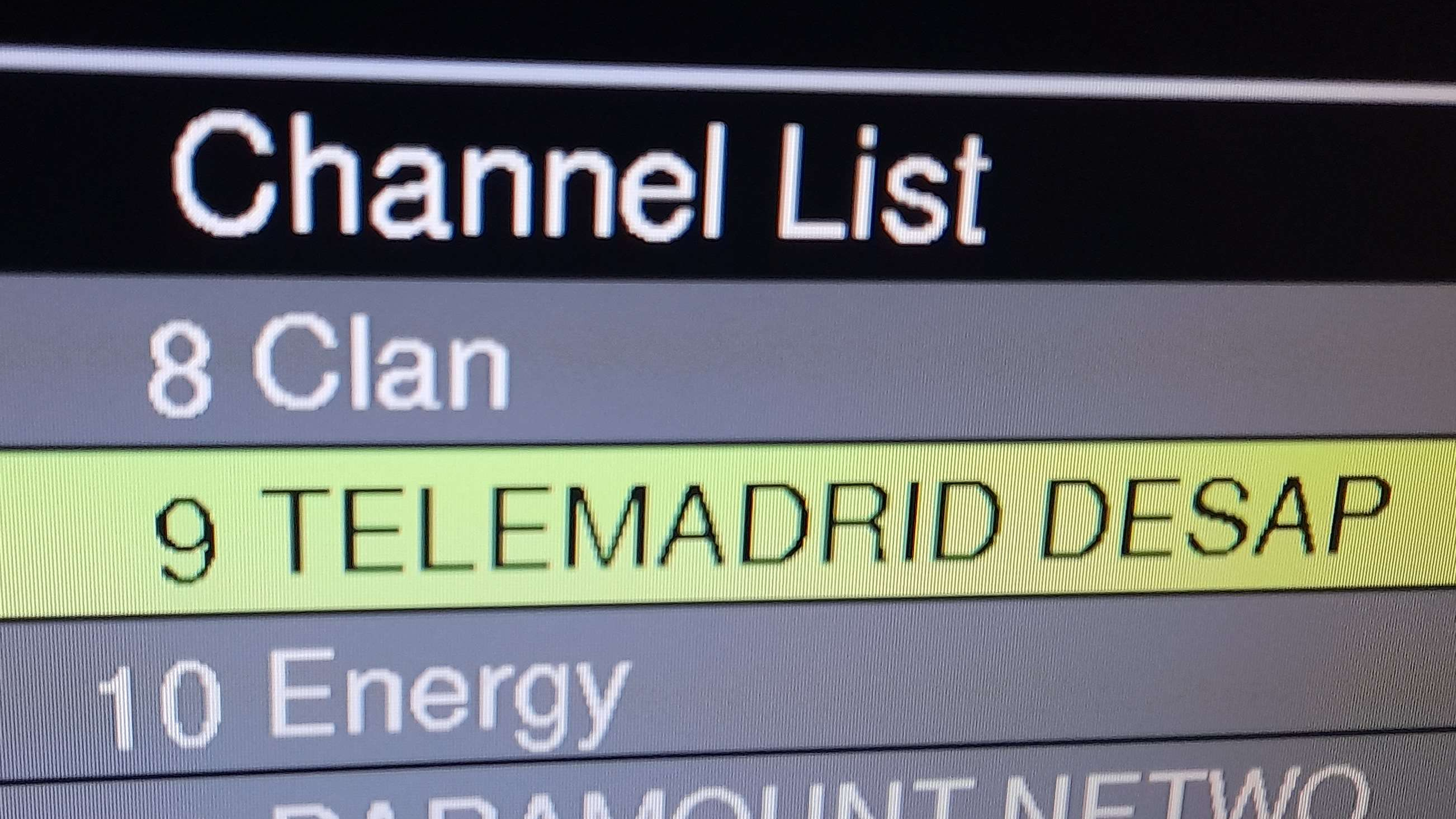
Un televisor incompatible con el HD muestra el canal local de Madrid, Telemadrid, avisando a los espectadores del apagón de la señal SD.

### EspañaEspaña
Originalmente, España planeaba ordenar el cierre de todas las emisiones en definición estándar el 1 de enero de 2023, pero quedó aplazado. Un real decreto del Ministerio de Economía y Transformación Digital de 17 de enero de 2023 fijó la fecha final del apagón el 14 de febrero de 2024. De las televisiones públicas, el primer canal en cerrar sus emisiones en SD fue Canal Extremadura, el 15 de enero, seguido de Televisión Canaria y todos los canales de la TVC, que lo hicieron al día siguiente.Los canales catalanes que emitían en SD empezaron a emitir en la alta definición, como ya habían hecho anteriormente en línea.
TVE cerró todos los canales en SD el 6 de febrero, coincidiendo con el lanzamiento de su canal en 4K, y Telemadrid y ETB lo hicieron el día 8. La mayoría de los canales autonómicos, incluyendo IB3 y À Punt, lo hicieron el día 12, a excepción de La 7 de Murcia, que lo hizo el día 14, justo un día antes del apagón.

### EstoniaEstonia
En 2020, los canales de televisión de Estonia añadieron una marca a las versiones SD. En diciembre de 2021, el gobierno decidió que las emisiones en SD finalizarían en torno a la segunda mitad de 2024.

### FinlandiaFinlandia
El consejo administrativo de la emisora finlandesa Yle decidió el 24 de octubre de 2023 que dejará de emitir señales SD de sus canales en la primavera de 2025.

### ItaliaItalia
En Italia, la transición al nuevo dividendo digital se realizó por regiones entre 2021 y 2022 (del 15 de noviembre al 18 de diciembre de 2021 en Cerdeña; del 3 de enero al 15 de marzo de 2022 en Piamonte, Lombardía, Emilia-Romaña, el Véneto, el valle de Aosta, Trentino-Tirol del Sur y el Friul-Venecia Julia, del 1 de marzo al 15 de mayo de 2022 en las Marcas, los Abruzos, la Apulia, Molise, Sicilia, Calabria y Basilicata, y finalmente del 1 de mayo al 30 de junio de 2022 en Liguria, Toscana, Lacio, Umbría y Campania).
El 8 de marzo de 2022, los canales HD se trasladaron al principio de la lista, mientras que las versiones SD se movieron a partir del 500. Los canales de antena que todavía emitían en SD empezaron a cerrar el 21 de diciembre de 2022 en adelante, con el apagón total el 1 de enero de 2023, aunque muchos canales todavía hoy tienen el identificador "HD" en el logotipo. El canal Rai 3 tardó hasta mayo del 2023 en pasar a la posición 3, por problemas con las emisiones regionales, siendo la versión SD sustituida por Rai News 24 HD.

### Reino UnidoReino Unido
El 8 de enero de 2024, la BBC cerró las señales SD para todos sus canales de televisión de los planes por satélite Freesat y Sky, como era necesario para poder incluir las emisiones regionales de BBC One en alta definición. Al día siguiente, ITV cerró las emisiones de los canales en SD también en estos servicios. Para ayudar a los usuarios de Freesat, la BBC estableció un canal de prueba para que los usuarios pudieran comprobar si sus aparatos eran compatibles.